# دلتا-توکوفرول
دلتا-توکوفرول (به انگلیسی: Delta-Tocopherol) با فرمول شیمیایی C۲۷H۴۶O۲ یک ترکیب شیمیایی با شناسه پاب‌کم ۹۲۰۹۴ است. که جرم مولی آن ۴۰۲٫۶۵ g/mol می‌باشد. 